# Isoanala
Isoanala est une commune urbaine malgache située dans la partie ouest de la région d'Anosy.

## Géographie
Isoanala se situe sur la route nationale no 13 (Ihosy-Tôlanaro) à 77 km de Betroka, 48 km de Beraketa et 126 km d'Antanimora Sud.